# Crotalaria anthyllopsis
Crotalaria anthyllopsis är en ärtväxtart som beskrevs av John Gilbert Baker. Crotalaria anthyllopsis ingår i släktet sunnhampor, och familjen ärtväxter. Inga underarter finns listade i Catalogue of Life.